# Pha Mu
Pha Mu là xã thuộc huyện Than Uyên, tỉnh Lai Châu, Việt Nam.

## Địa giới hành chính
Xã Pha Mu giáp giới (tính từ phía đông theo chiều kim đồng hồ) với các xã Mường Cang, Tà Hừa (huyện Than Uyên, tỉnh Lai Châu), xã Chiềng Khay (huyện Quỳnh Nhai, tỉnh Sơn La), các xã Tà Mít và Mường Mít (huyện Than Uyên, tỉnh Lai Châu).

## Lịch sử hành chính
Năm 2011, xã Pha Mu chuyển 1.512,5 ha diện tích tự nhiên về xã Mường Mít, 1.400 ha về xã Mường Cang, 2.050 ha về xã Tà Hừa đồng thời nhận 2.343,75 ha diện tích tự nhiên và 626 người của xã Tà Hừa.